# NGC 5742
NGC 5742 (również PGC 52707) – galaktyka soczewkowata (S0), znajdująca się w gwiazdozbiorze Wagi. Odkrył ją Francis Leavenworth 12 czerwca 1885 roku.